# Face ID

애플이 Face ID 기술을 나타내기 위해 사용한 아이콘

Face ID는 아이폰 X에서 처음으로 탑재된 애플의 보안 기술 시스템이다. True Depth 카메라를 이용해 사용자의 얼굴을 입체적으로 인식하여 보안에 사용된다.

## 역사
애플은 2017년 9월 12일 아이폰 X 공개 때 페이스 ID를 발표했다. 이 시스템은 애플이 2세대 아이폰 SE 외에 아이폰 8 홈버튼에 탑재한 기존 지문 기반 인증 기술인 터치 ID의 후속 기술로 제시됐다. 애플은 2018년 9월 12일 신경망 처리 속도가 빨라진 아이폰 XS와 XR을 선보여 페이스 ID에 상당한 속도 증가를 제공했다. 애플은 2018년 10월 30일 페이스 ID를 아이패드로 가져와 어떤 방향으로든 얼굴 인식이 가능한 3세대 아이패드 프로를 선보였고, iOS 13은 이전 버전보다 최대 30% 빠른 업그레이드된 페이스 ID를 탑재했다.

## 기술
페이스 ID 기술은 마이크로소프트 Xbox 콘솔 라인용 키넥트 모션 센서의 기초가 된 저비용 적외선 인식을 가진 프라임센스의 전작에 바탕을 두고 있으며, 마이크로소프트가 키넥트 사용에 대해 말하기 시작한 2013년 애플이 프라임센스를 인수했다.
페이스 ID는 사용자의 얼굴에 3만개 이상의 적외선 점을 투사하는 도트 프로젝터 모듈과 패턴을 읽는 적외선 카메라 모듈 등 두 부분으로 구성된 안면인식 센서를 기반으로 한다. 패턴이 암호화되어 장치의 CPU에 있는 로컬 "Secure Enclave"로 전송되어 등록된 얼굴과 일치하는지 확인한다. 저장된 얼굴 데이터는 얼굴의 주요 디테일을 수학적으로 표현한 것으로 애플이나 다른 당사자가 접근할 수 없다. 이 시스템은 사용자가 비자발적인 인증을 받지 않도록 하기 위해 사용자가 눈을 뜨고 장치를 보고 접근성 설정을 통해 이 기능을 비활성화할 수 있지만 일치하는 것을 시도하도록 요구한다. 페이스 ID는 일시적으로 비활성화되며, 5번의 스캔 실패, 48시간의 비활성, 기기 재시동 또는 기기의 양쪽 버튼 중 2개가 짧게 고정된 경우 사용자의 암호가 필요하다.
애플은 터치 ID가 5만분의 1인 것과 달리 페이스ID로 다른 사람이 휴대폰을 잠금 해제할 확률은 100만분의 1이라고 주장했다. 초기 설정 시 사용자의 얼굴을 여러 각도에서 두 번 스캔하여 완전한 참조 맵을 만든다. 이 시스템이 사용되면서 사용자의 외모에 나타나는 전형적인 변화를 알게 되고, 뉴럴 엔진을 이용해 노화, 모발성장 등에 맞춰 등록된 얼굴 데이터를 조절한다. 이 시스템은 모자, 스카프, 안경, 대부분의 선글라스, 얼굴 털 또는 화장을 한 얼굴을 인식할 수 있다. 또한 전용 적외선 플래시 모듈로 얼굴 전체를 눈에 보이게 밝혀 어둠 속에서도 작동이 가능하다.
페이스 ID를 이용한 인증은 일어날때 자동으로 전화기의 잠금해제, 애플페이 결제, 저장된 비밀번호 보기 등 다양한 iOS 기능을 가능하게 하는 데 사용된다. 애플이나 제3자 개발자의 앱은 시스템 프레임워크로 민감한 데이터를 보호할 수 있다. 단말기는 앱과 얼굴 데이터를 공유하지 않고 사용자의 신원을 확인하고 성패를 돌려준다. 또한 페이스 ID는 인증 없이 사용자의 얼굴 표정과 위치추적 등 50여 가지 측면을 추적할 수 있어 이모지나 카메라 필터 등 라이브 효과를 낼 수 있다.

## Face ID를 지원하는 기기
- 아이폰 X
- 아이폰 XS
- 아이폰 XS 맥스
- 아이폰 XR
- 아이폰 11
- 아이폰 11 프로/아이폰 11 프로 맥스
- 아이폰 12/아이폰 12 미니
- 아이폰 12 프로/아이폰 12 프로 맥스
- 아이폰 13/아이폰 13 미니
- 아이폰 13 프로/아이폰 13 프로 맥스
- 아이폰 14/아이폰 14 플러스
- 아이폰 14 프로/아이폰 14 프로 맥스
- 아이폰 15/아이폰 15 플러스
- 아이폰 15프로/아이폰 15 프로 맥스
- 아이패드 프로 12.9인치 (2018) (3세대)
- 아이패드 프로 12.9인치 (2020) (4세대)
- 아이패드 프로 11인치 (2018) (1세대)
- 아이패드 프로 11인치 (2020) (2세대)

## 같이 보기
- Touch ID